# Thököly István (főúr, 1623–1670)
Késmárki gróf Thököly István (?, 1623. február 5. – Árva vára, 1670. december 4.): felvidéki nagybirtokos, Thököly István báró és Thurzó Katalin fia, anyai nagyapja Thurzó György nádor. Húga, Thököly Erzsébet (1628-1662) idősebb Petrőczy István felesége volt.

## Házassága és gyermekei
1651. november 14-én feleségül vette Gyulaffy Máriát, iktári Bethlen István unokáját, amely házasságával Erdélyben is nagy birtokokra tett szert. 1654-ben I. Lipót császártól grófi címet kapott. Felesége azonban már 1659. november 19-én meghalt, és Thököly István özvegységre jutva neje korai halála után egyedül nevelte - még élő - három leányát és egyetlen fiát, többé nem nősült meg.
Gyermekei:
- Ádám (1652 szeptember–október)
- István (1654-1656)
- Katalin (1655-1701), Esterházy Ferenc felesége
- Mária (*1656), Nádasdy István felesége
- Imre (1657-1705), Zrínyi Ilona férje
- Éva (1659-1716), Esterházy Pál nádor felesége

## Politikai szerepe a Wesselényi-összeesküvésben
Annak ellenére, hogy 1664. augusztus 1-jén a császári csapatok fényes győzelmet arattak a Bécs ellen induló török haderő felett, a háború a szégyenletes vasvári békével zárult, amely felháborodásra késztette és a bécsi udvar politikája ellen fordította a magyar főnemesség színe-javát. Thököly István is nagy támogatója volt az időközben kibontakozott, Wesselényi Ferenc nádor által szervezett Habsburg-ellenes összeesküvésnek, amelyet nagy pénzösszegekkel támogatott. Ezért az összeesküvés felszámolásakor 1670. november végén a császári csapatok Heister tábornok vezetésével ostrom alá vették Árva várában. A védők már kétheti ostrom után, december 10-én kénytelenek voltak feladni a várat, miután a nagybeteg Thököly István az ostrom izgalmaiba december 4-én belehalt. Hívei, fiát Thököly Imrét, halála után kiszöktették a várból, és a Liptó vármegyei Likava várába menekítették. Holtteste mintegy kilenc hónapon át hevert a várban temetetlenül, amikor is aztán eltemették. Thököly leányai is apjukkal tartózkodtak az ostrom alatt, őket a várat megszálló német csapatok egy időre fogságba vetették.